# Ectropothecium squarrifolium
Ectropothecium squarrifolium là một loài Rêu trong họ Hypnaceae. Loài này được (Müll. Hal. ex Broth.) N. Nishim. mô tả khoa học đầu tiên năm 1985.